# Mesut Özil
Mesut Özil (nascut en Gelsenkirchen, Alemanya, el 15 d'octubre de 1988) és un exfutbolista alemany amb ascendència turca. Jugava de volant i el seu primer equip va ser el Schalke 04 alemany.
El 3 de setembre de 2013, després de tres temporades al Reial Madrid, fou traspassat a l'Arsenal FC per uns 45 milions d'euros, després que el seu lloc a l'equip es veiés amenaçat per l'arribada del nou fitxatge dels madrilenys, Gareth Bale. L'operació va ser el traspàs més car de la història del club blanc, fins a la venda d'Ángel di María al Manchester United FC a l'agost de l'any següent. Al 2021 fou traspassat al Fenerbahçe SK a causa de la poca quantitat de minuts. El 2022 s'incorporà a l'İstanbul Başakşehir FK turc. El 22 de març del 2023 anuncià la seva retirada del futbol.

## Internacional
Ha estat internacional amb la selecció alemanya amb la qual va assolir la tercera posició a la Copa del Món del 2010.
El 8 de maig de 2014 va ser inclòs pel seleccionador alemany Joachim Löw a la llista preliminar de 30 jugadors per la fase final del mundial de 2014. Posteriorment, el juny de 2014 fou ratificat com un dels 23 seleccionats per representar Alemanya a la Copa del Món de Futbol de 2014 al Brasil.

## Palmarès

### Clubs
Werder Bremen
- 1 Copa d'Alemanya: 2008-09
- 1 Supercopa d'Alemanya: 2009

Real Madrid CF
- 1 Primera Divisió: 2011-12
- 1 Copa del Rei: 2010-11
- 1 Supercopa d'Espanya: 2012

Arsenal FC
- 4 FA Cup: 2013-14, 2014-15, 2016-17, 2019-20
- 4 Community Shield: 2014, 2015, 2017, 2020

### Selecció alemanya
- 1 Copa del Món: 2014

### Selecció alemanya sub-21
- 1 Campionat d'Europa de Futbol sub-21 (2009).

### Distincions individuals
- Millor jugador de la primera fase de la Bundesliga: 2009

## Estadístiques
Actualitzades a 25 de juny del 2013.
| Club            | Temporada | Lliga   | Lliga | Lliga   | Copa    | Copa | Copa    | Europa  | Europa | Europa  | Total   | Total | Total   |
| Club            | Temporada | Partits | Gols  | Assist. | Partits | Gols | Assist. | Partits | Gols   | Assist. | Partits | Gols  | Assist. |
| --------------- | --------- | ------- | ----- | ------- | ------- | ---- | ------- | ------- | ------ | ------- | ------- | ----- | ------- |
| FC Schalke 04   | 2006–07   | 19      | 0     | 1       | 1       | 0    | 0       | 1       | 0      | 0       | 21      | 0     | 1       |
| FC Schalke 04   | 2007–08   | 11      | 0     | 4       | 1       | 1    | 0       | 4       | 0      | 0       | 16      | 1     | 4       |
| FC Schalke 04   | Total     | 30      | 0     | 5       | 2       | 1    | 0       | 5       | 0      | 0       | 37      | 1     | 5       |
| Werder Bremen   | 2007–08   | 12      | 1     | 1       | 0       | 0    | 0       | 2       | 0      | 0       | 14      | 1     | 1       |
| Werder Bremen   | 2008–09   | 28      | 3     | 15      | 5       | 2    | 1       | 14      | 0      | 7       | 47      | 5     | 23      |
| Werder Bremen   | 2009–10   | 31      | 9     | 17      | 5       | 0    | 2       | 8       | 0      | 7       | 44      | 9     | 26      |
| Werder Bremen   | 2010–11   | —       | —     | —       | 1       | 0    | 1       | —       | —      | —       | 1       | 0     | 1       |
| Werder Bremen   | Total     | 71      | 13    | 33      | 11      | 2    | 4       | 24      | 0      | 14      | 106     | 15    | 51      |
| Reial Madrid CF | 2010–11   | 36      | 6     | 17      | 6       | 3    | 2       | 11      | 1      | 7       | 53      | 10    | 28      |
| Reial Madrid CF | 2011–12   | 35      | 4     | 17      | 5       | 0    | 4       | 9       | 2      | 4       | 49      | 6     | 25      |
| Reial Madrid CF | 2012–13   | 32      | 9     | 16      | 8       | 0    | 3       | 10      | 1      | 4       | 50      | 10    | 23      |
| Reial Madrid CF | Total     | 103     | 19    | 50      | 19      | 3    | 9       | 30      | 4      | 15      | 152     | 26    | 76      |
| Total           | Total     | 204     | 32    | 88      | 32      | 6    | 13      | 59      | 4      | 29      | 294     | 42    | 130     |

Assist.: Assistències de gol